# 博洛日尼夫
50°1′3″N 24°44′2″E / 50.01750°N 24.73389°E
博洛日尼夫（烏克蘭語：Боложинів），是烏克蘭西部的村莊，隸屬利維夫州的佐洛奇夫區。該村面積2.48平方公里，海拔高度233米，2001年人口478，人口密度每平方公里192.82人。